# زي ألوان
زي ألوان (بالإنجليزية: Zee Alwan) قناة تلفزيونية فضائية أُطلِقت في 10 يوليو 2012. مملوكة من قبل شبكة زي الترفيهية ويقع مقرها في دبي بالإضافة إلى مكتب في السعودية. تبث القناة مجموعة متنوعة من البرامج الهندية المدبلجة بالعربية تشمل المسلسلات التلفزيونية وبرامج الطبخ والصحة والجمال والرياضة والسياحة والسفر وغيرها، إلى جانب المسلسلات والأفلام التركية، والعديد من العروض والبرامج العربية؛ حيث تقدم القناة أكثر من 180 ساعة من البرامج الجديدة شهريًا. تم استثمار مبلغ 100 مليون دولار أميركي في القناة لتعزيز الحضور المتنامي للإنتاج الهندي السينمائي والدرامي في المنطقة العربية.
القناة تأتي كجزء من شبكة زي التابعة لمجموعة إيسيل والمملوكة لرجل الأعمال الهندي سوبهاش تشاندرا. وهي القناة العربية الثانية ضمن باقة قنواتها التلفزيونية بعد قناة زي أفلام المخصصة للأفلام السينمائية الهندية والأفلام التركية والبرامج الشبابية، والتي تم إطلاقها عام 2009.وعُرض على زي ألوان العديد من المسلسلات الهندية التي حققت نجاحًا وعددًا كبيرًا من المشاهدات.
تعتمد القناة ثلاثة توقيتات رسمية: توقيت السعودية، توقيت القاهرة، توقيت غرينيتش.
وتوفر القناة جميع أعمالها وكذلك بثها إلكترونيًا عبر تطبيق "وياك" التابع لها.
والبث المباشر متاحة مجانا على منصة زي فايف.

الشعار القديم لقناة زي ألوان 2012

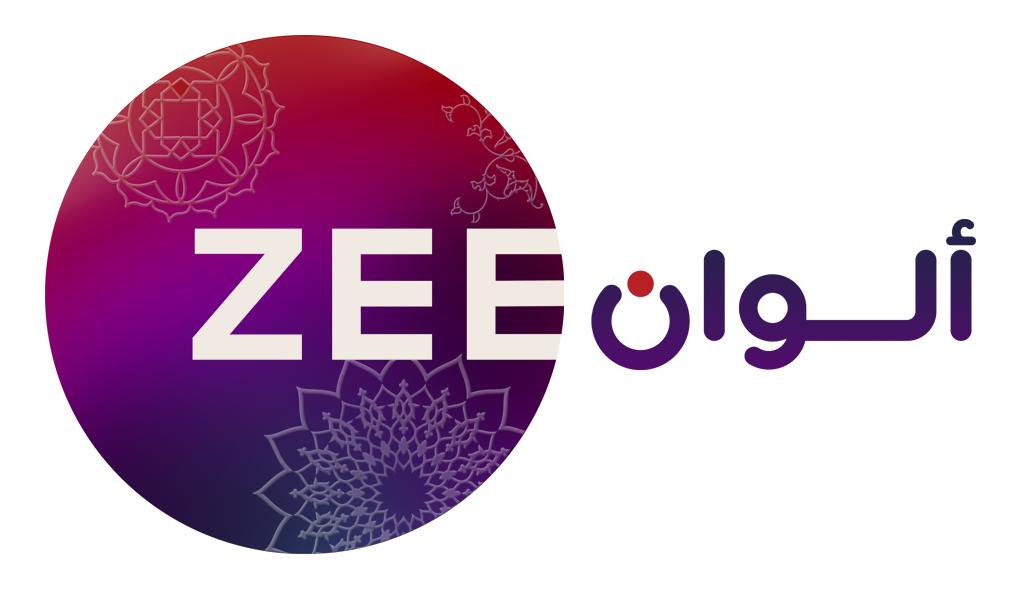
الشعار القديم لقناة زي ألوان 2018

## قائمة المسلسلات الهندية
تعرض زي ألوان إنتاجات قنوات زي تي في واند تي في الهندية والماراثية إلخ...
وهي كالتالي :-
- فير فايلز.
- .Agent Raghav
- جودا أكبر. (4 مواسم - منتهي)

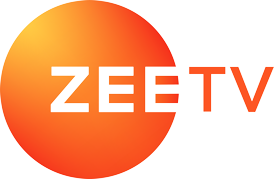
شعار قناة Zee TV السابق (2018)

شعار قناة Zee TV الحالي

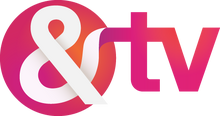
شعار قناة And TV السابق (2018)

شعار قناة And TV الحالي

- زواج من نوع آخر. (موسم واحد - منتهي)
- قبول. (4 مواسم - مستمر بنسخ أخرى)
- حمواتي الستة. ( موسم واحد - موقوف)
- رحلة سالوني. (4 مواسم - منتهي)
- غدر الزمن. (موسم واحد - منتهي)
- رباط الحب. (6 مواسم - مستمر بنسخ أخرى)
- أحلام مراهقتين. (4 مواسم - منتهي)
- مكانك في القلب هو القلب كله. (9 مواسم - مستمر)
- إيه جابك عند جارك؟! - شو جابك عند جارك؟! (الإجمالي:18 موسم - مستمر بلهجة آخرى - منتهي)
- فرصة ثانية. ( موسمان - كل موسم هو مسلسل أصلي هندي مختلف لنفس البطلة)
- الخائنة الجميلة. (موسم واحد - منتهي)
- الصهر. (4 مواسم - مستمر بنسخ أخرى)
- الملك والملكة. (3 مواسم - منتهي)
- ملكة جانسي. (موسمان - منتهي)
- السلطانة راضية. (3 مواسم - منتهي)
- أختي هتلر. (موسمان - موقوف)
- البنات زينة البيت. (3 مواسم - منتهي)
- الرابطة. (3 مواسم - مستمر)
- علاء الدين. (موسم واحد - منتهي)
- عندما التقينا. (موسمان - منتهي)
- بانتظار الأمل. (موسم واحد - منتهي)
- أسميتها جودان. (3 مواسم - منتهي)
- قدري بلا لون. (3 مواسم - منتهي)
- حياة قلبي. (6 مواسم - مستمر)
- رحلة لاكشمي. (5 مواسم - مستمر)
- خفايا القلوب. (5 مواسم - منتهي)
- حب لا يقاوم (موسم واحد - منتهي)
- عروس مومباي ( موسم واحد - منتهي)
- لالي (موسمان - منتهي)
- لافانيا ( موسم واحد - منتهي)
- قصر سوارنا (3 مواسم - منتهي)
- الأخوات (موسمان - منتهي)
- أنهار (موسم واحد - منتهي)
- تجرأ على الحلم (موسم واحد - منتهي)
- قفص ذهبي (موسم واحد - منتهي )
- غموض الحب (موسمان - منتهي)
- اشتباه - جريمة مومباي (موسم واحد - منتهي)
- ابن الأصول (موسم واحد - منتهي)
- زوجتي السمينة (موسمان - منتهي)
- زواج بالاتفاق
- حب يتخطى الزمن
- قلوب أنانية
- مشوار عمري
- حبيبي الفريد
- التوأمان
- كارينا كارينا
- رحلة كارينا
- نحو المجهول
- قلبي برىء
- قدري ونصيبي
- من نظرة حب
- نضال إمرأة
- الوريث
- وتلتقي القلوب
- أحلام الفتيات
- أنتِ وأنا
- شارع كارول باغ
- رانبير رانو
- شباب إيفرست
- سيدة الدار
- أحلام بسيطة
- جوري
- الخوف
- حب مشروط
- الزواج قسمة ونصيب
- مطلوب حماة
- أمير أحلامي
- الوعد
- فدية
- سحر الغرام
- صباح الخير يا جاري (موسم - منتهي)
- أنا وحماتي
- حلاوة الحب
- سندباد
- نساء لا يقهرن
- أنت محبوبي (موسمين - مستمر)
- الرابطة المنكسرة (موسم - منتهي)
- معركة هير (موسمين - منتهي)
- النصيب (موسم - مستمر)
- قصة كل بيت
- رياح القدر (موسم - منتهي)
- عروس المستقبل
- خيوط الماضي
- حساب مزيف

## قائمة المسلسلات التركية
رفعت زي ألوان شعار ( زي ألوان وجهتك للدراما التركية ) في 2022 بعد ان استقطبت أغلب جمهور الدراما التركية المدبلجة نحوها.
قائمة المسلسلات :-
- التفاح الحرام
- بريق الأمل
- رامو
- فضيلة خانم وبناتها
- اصطدام
- عودة مهند
- أحببت طفلة
- أسميتها فريحة
- مارال
- علي رضا
- طائر الصباح
- ابنة السفير
- أسرار البنات
- على مر الزمان
- السلطانة قسم
- سلطانة
- ليلى
- عائلة كاراداغ
- حب أبيض أسود
- شمس الشتاء
- حريم السلطان
- أرض العثمانيين
- الحب الأعمى
- حكاية سمر
- إسطنبول الظالمة
- حب غير مشروع
- الفخ
- الصيف الأخير
- فتاة النافذة
- مرعشلي
- لعبة قدري

## قائمة المسلسلات المصرية
كانت تجربة إنتاج زي ألوان لمسلسل مصري جيدة إلى حد ما، لكن ولأسباب مجهولة توقفت زي ألوان عن إنتاج الأعمال المصرية من بعد مسلسل كارمن.
قائمة المسلسلات :-
- كارمن
- عوالم خفية
- الكبير أوي
- السبع بنات
- سابع جار
- طايع
- أيوب
- مريم
- يوميات زوجة مفروسة أوي
- ذهاب وعودة
- أرض جو
- فوق السحاب
- ملف سري
- مكتوب عليا
- وكل ما نفترق
- كله بالحب
- بنت السلطان
- راجعين ياهوى
- الكابوس
- الحرباية
- حكايات بنات
- البيت الكبير
- الطوفان
- حواري بوخارست
- جراند أوتيل
- هي ودافنشي
- ونوس
- العراف
- صاحب السعادة
- الحموات الفاتنات
- 9 جامعة الدول
- خلصانة بشياكة
- السيدة الأولى
- اختيار إجباري
- ابن موت
- النار والطين

## قائمة المسلسلات الباكستانية
- لحظة غدر
- الطريق
- قصر الطاووس

## قائمة المسلسلات السورية
أنتجت زي ألوان أول دراما سورية مأخوذة من قصة المسلسل الهندي ( فرصة ثانية ) ألا وهي فرصة أخيرة، لاحقًا... عادت قناة زي ألوان لإنتاج الدراما السورية في عام 2024 بمسلسلين اثنين ( ترانزيت وأغمض عينيك).
قائمة المسلسلات :-
- فرصة أخيرة
- مع وقف التنفيذ
- خريف العشاق
- عطر الشام
- بقعة ضوء
- باب الحارة
- الواق واق
- سايكو
- الحرملك
- أرواح عارية
- زمن البرغوت
- بنات العيلة
- الإخوة
- الولادة من الخاصرة
- الغريب
- حريم الشاويش
- دنيا
- ترانزيت
- أغمض عينيك
- سر

## قائمة المسلسلات اللبنانية
أنتجت زي ألوان مسلسل لبناني واحد وهو سر
قائمة المسلسلات :-
- سر
- ثورة الفلاحين
- محرومين
- الرحلة
- قناديل العشاق
- ظل
- زوج تحت الإقامة الجبرية
- كاراميل
- جوليا

## قائمة المسلسلات السلوفاكية
- حب أم انتقام؟
- أحببت أعمى.

## قائمة المسلسلات البرازيلية
- أميرة القصر

## قائمة المسلسلات السعودية
- هندستاني
- هوامير الصحراء

## قائمة المسلسلات الكويتية
- كيد الحريم
- امرأة تبحث عن المغفرة
- شارع 90
- بنات الجامعة

## قائمة المسلسلات الكرواتية
- نوران
- ثروة مع وقف التنفيذ

## قائمة المسلسلات الرومانية
- الملائكة الصغار

## قائمة الأفلام الهندية
- دهامال
- دابل دهامال
- تا را رم بم
- كولي
- آخري راستا
- دووم
- دووم 2
- دووم 3
- هابي نيو يير
- جودا أكبر
- ساند كي أنك
- أنشاي
- ميترون
- كوكتيل
- شوب مانجال سافدهان
- كيلادي 786
- تونبور كا سوبرهيرو
- مستر إنديا
- را.وان
- آج كا أرجون
- إنسان
- نو بروبليم
- شاميتاب
- هالف غيرلفريند
- دريم غيرل
- فيكي دونر
- 36 شاينا تاون
- مونا مايكل
- ABCD: أني بودي كان دانس
- ABCD 2: أني بودي كان دانس 2
- ستريت دانسر 3D
- إنسانيات
- سوريافانشي
- هاوسفول
- هاوسفول 2
- هاوسفول 3
- هاوسفول 4
- باغي
- باغي 2
- باغي 3
- دابانغ
- دابانغ 2
- دابانغ 3
- كوماندو
- كوماندو 2
- كوماندو 3
- ترابد
- ساتياميفا جاياتي
- ساتياميفا جاياتي 2
- شولاي
- بلايرز
- إيك تا تايغر
- 99 سونغز
- رستم
- سيمبا
- تيري نام
- فيير
- تانو ويدس مانو
- تانو ويدس مانو ريتورنز
- ميلي

## قائمة الأفلام التركية
- أنت وحدك
- التفاح الحامض
- غرباء على الطريق
- تجار لكن ظرفاء
- منزل الآلام
- أحلام زيليها (جزئان)
- مدرسة الرقص
- مدرسة التمثيل
- مدرسة الشجاعة
- أرض الأحلام
- أمور عائلية
- بقايا إنسان (الجزء الثاني فقط)
- النهاية ... سعيدة
- الهروب
- ألم الماضي
- قبلة الحياة
- من غير لف ودوران
- قانون اللعبة
- حكايات العشاق
- غدًا يوم أفضل
- لهيب الإنتقام
- الكاتب العاشق
- أختي لا مفر
- آباء بالصدفة
- لنأمل ذلك
- حتى أنفاسي الأخيرة - آخر نفس
- الرسالة الأخيرة
- رسالة من الجنة
- المحقق
- المنتقم
- موسم الصيد
- تصادم في الحب (جزئان)
- معطف أبي
- ما بين الحب والوحدة
- شريط الذكريات
- ليلة في بودروم
- من إسطنبول إلى مومباي
- بطل حكايتي
- السمكة
- لغة الحب
- الوصية
- الكاتب
- شغب الموسيقي
- 120
- معجزة الحب
- أريد أن أتزوجها
- القبضاي
- وجوه العدالة
- الحب وجنونه
- حميدو وأركان
- الزواج المثالي
- صُدف الحب
- الهاكر الصغير
- 8 ثواني
- سر المنتزه الخفي
- الولد الشقي
- الحب الأبدي
- زمن السعادة
- الطرف الآخر
- جاليبولي 1915
- أ هذا هو الحب؟
- يوميات خبير الكفتة
- دائمًا في قلبي
- إسطنبول الحمراء
- سكن مؤقت
- الصهر الوسيم
- حب الربيع
- لون المطر
- ولدي
- رياح
- أمانة
- أخي العزيز (جزئان)
- علي
- العشق الصامت
- معجزة في الزنزانة رقم 7
- زوج أمي
- اقتلني يا حبيبي

## قائمة الأفلام العربية
عوضت زي ألوان غيابها الرمضاني الملحوظ في 2023 لأول مرة بإنتاجها فيلمًا عربيًا من بطولة النجمة هيفاء وهبي إلى جانب فنانين مصريين كبار، تم طرحه في العيد، رغم تعرض الفيلم لإنتقاضات واسعة سواءً المتعلقة بالإنتاج والإخراج منها أو لمشاكل أخلاقية حجبته عن صالات السينما لاحقًا في مصر، إلا أنه يعد نقلة نوعية أولية قد تدفع بشبكة زي لتوطيد نفسها بين كبار منتجي الأفلام العربية لا سيما أنها تكتسح وبقوة الأعمال البوليودية التي تملأ العالم.
- رمسيس باريس

## البرامج العربية والعالمية
انتاجات زي ألوان :-
- Zee connect بالعربي
- بيتك ومطبخك ( 3 مواسم )
- أكلات عالمية
- سفرتنا جمعتنا

قائمة البرامج :-
- Naturally Delicious
- The First Step الخطوة الأولى
- Sports Dads
- Chasing the Yum
- Good Food America
- Yogapalooza احتفال اليوغا
- The Genesis of Healing
- Bacha Party Kids Party
- Dance india Dance
- The Great Indian Rasoi
- Snack Attack
- Khana Khazana كنوز خانا
- Yoga for Life
- Peggy K's Kitchen Cures مطبخ بيجي كاي
- Nirmala's Spice World عالم البهارات
- The Incurables
- BrainCafé
- Jeena Isi Ka Naam Hai
- Yoga For You
- Pilates
- Rock Your Yoga
- سهرة مع نجوم بوليوود
- Full Circle
- Under the Sun
- محدش بياكلها بالساهل
- قصة حلم
- مصارحة حرة
- The grand Truck rasoi
- The Baker's Table
- Urban Cook
- Vickypedia
- Simply Beautiful أسرار الجمال
- Mother's Care الأم المثالية
- Youga sutra Now اصول الحركة
- Fed Up لا للروتين
- Teenovation حماس المراهقين
- SNL بالعربي
- الملكة ( سفيرة المرأة العربية رحاب زين الدين )
- الجامعة
- Fun To Grow on
- The lisa oz show
- المرايا
- Saudi doctors أطباء وأكثر
- هاني في الأدغال
- أحلى ناس
- الحريم أسرار
- المسامح كريم
- Back To School
- سهرانين
- قعدة رجالة
- مطبخنا العربي

## قائمة مسلسلات الرسوم المتحركة
- قصص النساء في القرآن
- قصص الحيوان في القرآن
- حبيب الله

## قائمة الوثائقيات
- سفاري الهند Safari india

## رمضان على زي ألوان
ترفع زي ألوان شعار (لون رمضانك) كشعار للموسم الرمضاني على شاشتها منذ افتتاح القناة، لكن حديثًا في رمضان 2021 رفعت القناة شعارًا إضافيًا وهو (كل ألوان رمضان عندنا) لتبين مدى التنوع الموجود على شاشتها في رمضان بالأخص.
الموسم الرمضاني 2025 :
شاركت قناة زي ألوان في الموسم الرمضاني لعام 2025 بخريطة درامية وبرامجية مميزة، تضمنت مجموعة من المسلسلات والبرامج الحصرية التي عُرضت طوال الشهر الكريم، ضمن إطار سعي القناة لتقديم محتوى متنوع يُلائم جميع أفراد الأسرة.
مسلسلات رمضان 2025 :
•فارس بلا جواز
•الكابتن
•سر2: التحدي
•ليالي روكسي
•العهد
•النُص
•عايشة الدور
•لأم شمسية
برامج رمضان 2025 :
• ليلى عندي بالبيت

### الموسم الرمضاني 2023:
انسحبت قناة زي ألوان من السباق الرمضاني لعام 2023 دون الإيضاح بأسباب معلنة للجمهور، وقدمت خلاله عدة أعمال عربية معادة ومحبوبة من الجمهور
لكنها لم تحظى بأي إقبال خصوصًا في موسم رمضاني مكتظ بالأعمال القيمة غير مسبوق.
المسلسلات المعادة في رمضان 2023 :
- سر (انتاج اصلي)
- كارمن (انتاج اصلي)
- عوالم خفية
- ثورة الفلاحين
- طايع

البرامج المعادة في رمضان 2023 :
- بيتك ومطبخك 3

برامج رمضان 2023 :-
- سفرتنا جمعتنا

### الموسم الرمضاني 2022:
شاركت زي ألوان بقوة في الموسم الرمضاني 2022 بستة أعمال عربية جديدة ما بين المصرية والسورية والكويتية واللبنانية،إلى جانب بث الصلوات من بيت الله الحرام.
مسلسلات رمضان 2022 :
- كيد الحريم
- ظل
- راجعين يا هوى
- مكتوب عليا
- ملف سري
- مع وقف التنفيذ

برامج رمضان 2022 :
- سفرتنا جمعتنا

### الموسم الرمضاني 2021
يعد أكثر المواسم الرمضانية تنوعًا في الفترة الحديثة على القناة إذ ضم محتواه الأعمال الهندية المحبوبة والمصرية والسورية واللبنانية،إلى جانب بث الصلوات من بيت الله الحرام.
مسلسلات رمضان 2021 :
- قلوب أنانية 2
- كله بالحب
- بنت السلطان
- وكل ما نفترق
- خريف العشاق
- زوج تحت الإقامة الجبرية

برامج رمضان 2021 :
- بيتك ومطبخك 3 (انتاج اصلي - عرض أول حصري)
- سفرتنا جمعتنا

### الموسم الرمضاني 2020
رمضان لهذا العام كان مختلفًا عن غيره نظرًا لظروف جائحة الكورونا،التي غيرت مجريات كل الأمور،وأثرت بالسلب على الناس والمؤسسات جميعًا،وكان لزي ألوان نصيبها، حيث كان هذا الموسم الرمضاني الأخير لزي ألوان الولايات المتحدة،أما بالنسبة لزي ألوان العربية فلم تتمكن من بث أي عروض جديدة وقامت بإعادة عدة مسلسلات متنوعة من الدراما الهندية والتركية والعروض العربية.
المسلسلات المعادة في رمضان 2020 :
- فرصة أخيرة
- سايكو
- الحرملك
- قبول 2
- مارال

البرامج المعادة في رمضان 2020 :
- بيتك ومطبخك
- Urban cook
- عالم البهارات